# Karl-Theodor zu Guttenberg
Karl Theodor Maria Nikolaus Johann Jacob Philipp Franz Joseph Sylvester svobodný pán von und zu Guttenberg (* 5. prosince 1971 Mnichov) je německý křesťanský politik (CSU) ze šlechtického rodu Guttenbergů. Jeho manželka Stephanie je prapravnučkou kancléře Otto von Bismarcka.

## Život
V roce 2009 byl spolkovým ministrem hospodářství a technologií v první vládě Angely Merkelové, poté do roku 2011 spolkovým ministrem obrany v její druhé vládě. Jeho politickou kariéru ukončila aféra kolem plagiátu jeho disertační práce: v únoru roku 2011 ztratil titul a v březnu se vzdal politických úřadů.
Guttenberg, jehož politická kariéra začala v roce 2002, kdy byl zvolen poslancem za zemský okres Kulmbach, se rychle stal jedním z nejpopulárnějších politiků Německa, podle některých průzkumů dokonce nejpopulárnějším. Zároveň byl jednou z nejmedializovanějších osob v Německu, zejména v týdeníku FOCUS a v bulvárním deníku Bild, který jej podporoval i během aféry. Ta vypukla počátkem roku 2011, kdy bylo potvrzeno, že Guttenbergova disertační práce o vývoji ústavy v USA a EU, vypracovaná na regionální univerzitě v Bayreuthu, obsahuje části přednášek a článků bez uvedení pramenů.